# Gabriela Rábago Palafox
Gabriela Rábago Palafox (Ciudad de México, 30 de junio de 1950 - Estado de México, 21 de octubre de 1995) fue una escritora, narradora, poeta y dramaturga mexicana.

## Biografía
Fue profesora normalista; comentarista y guionista de televisión. 
Becaria del Centro Mexicano de Escritores en 1979 y colaboradora en El Gallo Ilustrado. Literatura. Ciencias. Artes Plásticas. Teatro. Cine. y El Cuento. Revista de imaginación.
Fue creadora en diversos géneros literarios, como: poesía, ensayo, haikus, novela y cuento.
Su novela Todo ángel es terrible forma parte de la Colección Vindictas de la UNAM.

### Obra
- Relatos de la ciudad sin dueño (1980)
- Haikus (1981)
- Todo ángel es terrible (1981)
- La señorita (1982)
- Secretos para hacer teatro (1982)
- Taller de los títeres (1982)
- Teatro para el Instituto Nacional para la Educación de los Adultos (1982)
- Teatro: obras cortas para representar (1982)
- Federico (1983)
- Teatro breve (1984)
- Teatro para principiantes (1984)
- Los sietes pecados capitales (1989)
- La voz de la sangre (1990)
- La muerte alquila un cuarto (1991)
- La luna de miel según Eva (1996)

#### Antologías
- Coordinó la antología Estancias nocturnas: antología de cuentos mexicanos (1987).
- Formó parte de Más allá de lo imaginado I : antología de ciencia ficción mexicana (1991)
- Formó parte de Ginecoides: las hembras de los androides: cuentos de ciencia ficción y fantasía por mujeres mexicanas (2003)
- Formó parte de Auroras y horizontes: antología de cuentos ganadores Premio Nacional de Cuento Fantástico y de Ciencia Ficción, 1984-2012 del Consejo Estatal para la Cultura y las Artes de Puebla (2013)
- Formó parte de A golpe de linterna: más de 100 años de cuento mexicano, vol. 2: Insumisas. (2020).[7] [8]

## Reconocimientos
- Premio Literario de Novela Policiaca (1994) por Los cazadores.
- Premio Nacional Puebla de Cuento de Ciencia Ficción (1988) por Pandemia[9]
- Premio Clementina Otero de Barrios (1979) por Godofrina.
- Premio Bellas Artes de Cuento Infantil Juan de la Cabada (1980) por Relatos de la ciudad sin dueño.[10]